# Lucas Woudenberg
Lucas Woudenberg, né le 25 avril 1994 à Woerden aux Pays-Bas, est un footballeur néerlandais qui évolue au poste d'arrière gauche.

## Biographie

### Débuts professionnels
Né à Woerden aux Pays-Bas, Lucas Woudenberg est formé au Feyenoord Rotterdam. Mais ce n'est pas avec son club formateur qu'il fait ses débuts en professionnel, puisqu'il est prêté le 26 août 2015 à l'Excelsior Rotterdam, pour la durée de la saison 2013-2014, où il réalise une saison pleine en Eerste Divisie.
Jouant très peu au Feyenoord, le footballeur est de nouveau prêté lors de la saison 2015-2016, cette fois au NEC Nimègue en Eredivisie. C'est avec ce club qu'il inscrit son premier but en professionnel, lors d'une victoire 2-4 de son équipe à l'extérieur contre l'AZ Alkmaar, le 1er novembre 2015.
Le défenseur est ensuite de retour au Feyenoord Rotterdam, mais il joue toujours aussi peu. Ce sera cependant suffisant pour qu'il gagne son premier trophée en remportant le championnat lors de la saison 2016-2017.

### SC Heerenveen
Le 1er août 2017 Lucas Woudenberg signe en faveur du SC Heerenveen pour un contrat de deux ans, plus une année en option. Il fait ses débuts en championnat dès la première journée, le 13 août 2017 sur la pelouse du FC Groningue, dans un match où les deux équipes se partagent les points (3-3 score final).

### Willem II
Le 28 juin 2022, Lucas Woudenberg s'engage librement avec le Willem II Tilburg, alors qu'il était en fin de contrat au SC Heerenveen. Le joueur s'engage pour un contrat de trois saisons avec pour objectif d'aider le club, fraîchement relégué, à remonter directement dans l'élite du football néerlandais,.

### Valenciennes FC
Le 5 août 2023, Lucas Woudenberg rejoint le Valenciennes FC pour deux saisons, avec une année supplémentaire en option.
Woudenberg marque son premier but pour Valenciennes le 21 octobre 2023, lors d'une rencontre de championnat face au Grenoble Foot 38. Il est titularisé et les deux équipes se neutralisent ce jour-là (3-3 score final).
Bien qu'il s'impose comme un titulaire dans la défense de VA, il vit une saison 2023-2024 compliquée, qui voit l'équipe terminer dernier de Ligue 2 et ainsi relégué en troisième division.

### En sélectio
Avec l'équipe néerlandaise des moins de 19 ans, Lucas Woudenberg participe au championnat d'Europe des moins de 19 ans en 2013. Lors de cette compétition, il joue trois matchs, contre la Lituanie, le Portugal et l'Espagne, avec pour résultat une seule victoire et deux défaites.
Le footballeur compte une seule apparition avec l'équipe des Pays-Bas espoirs, obtenue le 30 mars 2015 contre la France. Il est titulaire ce jour-là et son équipe s'incline par quatre buts à un.

## Palmarès

### En club
Feyenoord Rotterdam
- Champion des Pays-Bas en 2017.